# Snespurv
Snespurven (Plectrophenax nivalis) er en spurvefugl i sporeværlingefamilien (Calcariidae). Den yngler i de arktiske egne, men trækker sydpå om vinteren.

## Forekomst
Snespurven er den nordligst ynglende spurvefugl i verden. Den findes i arktiske egne og fjeldregioner hele vejen rundt om Nordpolen.
Fuglen yngler i meget stenede områder (tundra, højfjeld o.l.), ofte på steder med sparsom plantevækst, eller hvor vegetationen stort set helt mangler. I Skandinavien yngler den mest i bjergene, mens den længere mod nord yngler i lavere højder. 
Ynglebestanden er på 25.000-100.000 par i Sverige, 100.000-500.000 par i Norge, 3.000-6.000 par i Finland, 50.000-100.000 par på Island og 1-10 mio. par på Grønland.
Om vinteren trækker vestgrønlandske Snespurve til Nordamerika, nordøstgrønlandske Snespurve trækker via Nordnorge til de sydrussiske stepper, mens de europæiske Snespurve overvintrer i bl.a. Skotland, det sydlige Skandinavien, Holland, Tyskland og dele af Centraleuropa, fx de ungarske stepper.

## Forekomst i Danmark
I Danmark er Snespurven en almindelig træk- og vintergæst fra Nordskandinavien (især de norske fjelde). Den yngler normalt ikke i Danmark. Der opholder sig formentlig nogle få tusinde fugle i landet samtidig. Antallet svinger fra år til år, men der er ikke registreret en tendens i ændring af antal over årene, heller ikke på ynglestederne nordpå.
Fuglene ankommer fra slutningen af september og ses frem til april eller begyndelsen af maj.
Der observeres flest i Nordjylland og ved Vadehavet, hvor de ses nær kysterne på sandede og stenede arealer, herunder strandenge, strandoverdrev såvel som havnearealer og kystnære byggepladser. De kan dog også træffes inde i landet på stubmarker og heder.

## Beskrivelse
Snespurven er en meget tæt og kraftigt bygget sporeværling med tyk, isolerende fjerdragt. Den er lidt større end gråspurven, 15–18 cm, har et vingefang på 32–38 cm og vejer 26-40 g. Fuglen kan med sin iøjnefaldende sortbrun-hvide fjerdragt svært forveksles med nogen anden dansk fugleart, og den kendes nemt i flugten på sine snehvide vinger med sort spids.
Vinterdragten (som ses mest i Danmark) har hos hannen en lyst gråbeige overside, hvid underside og rent hvid-sorte vinger. Næbbet er gulligt med mørk spids. Hos hunnen og ungfuglene er vinterdragten mindre kontrastrig med en brunligere overside med længdestriber.
Sommerdragten (yngledragten) er hos hannen helt snehvid med en massivt sort ryg, sorte vingespidser og helt sort næb. Hunnen og ungfuglene er hvide og gråsorte.
Snespurve ses som regel i flokke på op til flere hundrede fugle. De færdes på jorden og løber med små, trippende skridt. Fuglene går ofte lidt skrutrygget, fordi benenes øverste del holdes varme af de rejste bugfjer, hvilket er en adfærdsmæssig tilpasning for at forhindre varmetab.
Snespurvens sang minder om lapværlingens sang, men er lidt enklere opbygget, fx tchetu-tee-teeh eller et lidt mere rytmisk teelu-teelu-teelu. Man opdager tit de flyvende Snespurve på deres kald, et melodisk, trillende tirririt. Hør fuglens stemme her.

## Levevis
Snespurve forventes at leve 6 år og bliver normalt ikke mere end 9 år.
Snespurvens rede er en ret simpelt bygget skål af strå, mos og lav, som anbringes skjult mellem sten og i klipperevner - og ofte også i en havfuglekoloni. Æglægningen sker på et tidspunkt fra slutningen af maj til begyndelsen af juli. Snespurven får normalt kun 1 kuld, men undtagelsesvis også 2. Kuldet er på 4-7 æg. Det er hunnen alene, der står for udrugningen, og rugetiden er på 10-15 dage. Ungerne opholder sig i reden i 8-12 dage.
Om sommeren består Snespurvens føde primært af insekter, men også frø. Om vinteren udgør en lang række forskellige frø hovedbestanddelen; det gælder især frø fra græs og lavere urter, som findes på strande og overdrev. Ved vand tager Snespurven undertiden også små krebsdyr som fx strandlopper.

## Navn og taksonomi
Navnet 'Snespurv' er misvisende, fordi der slet ikke er tale om en spurv i snæver forstand, men derimod en sporeværling. Ordet 'spurv' var tidligere navnet på (jordlevende) småfugle i almindelighed som det også ses i navne som Jernspurv og Gulspurv
.
Vi finder også navnet på fx svensk (Snösparv) og norsk (Snøspurv), mens det mere logisk hedder Snow Bunting ('Sneværling') på engelsk. Den første del af navnet, 'sne-', kan tænkes at henvise til både fuglens snehvide fjerdragt og dens arktiske tilhørsforhold, og giver således bedre mening. Ordet 'sne' er til stede i fuglens navn på de fleste sprog - også det latinske artsnavn, nivalis, som er et adjektiv, der betyder 'sne-'.
Snespurven er en spurvefugl, men altså ikke en spurv. Tidligere hørte Snespurven til værlingefamilien (Emberizidae), men DNA-studier har påvist en separat familie, sporeværlinger (Calcariidae), som bl.a. også inkluderer lapværlingen, der også ses i Danmark. Snespurven er nært beslægtet med Beringssnespurven (Plectrophenax hyperboreus), som ikke forekommer i Danmark. Der findes fire underarter af Snespurven:
- P. n. nivalis, nominatunderarten, der forekommer her i landet og yngler i Grønland og Skandinavien.
- P. n. insulae, der yngler på Island, Færøerne og i Skotland.
- P. n. vlasowae, der yngler i Nordasien.
- P. n. townsendi, der yngler ved Beringshavet.